# Praia de Naufragados
A Praia de Naufragados
A Praia de Naufragados é a praia mais ao sul de Florianópolis, ficando a 43 km do centro da cidade. Uma trilha de três quilômetros separa a praia da estrada, onde há cachoeiras e ruínas de um engenho de farinha. O acesso também pode ser feito tomando-se uma embarcação na praia da Caieira da Barra do Sul até a ponta de Naufragados.
Não se sabe ao certo a razão para o nome dessa praia. Há duas hipóteses: 
- Uma refere-se ao naufrágio de uma das embarcações da expedição de Juan Díaz de Solís, ali ocorrida em abril de1516, ao buscar o abrigo da baía Sul. Aleixo Garcia e mais cerca de dez tripulantes sobreviveram a este naufrágio, tendo vivido por alguns anos entre índios Carijós que habitavam aquele litoral;
- Outra versão atribui esse nome ao naufrágio de duas embarcações de médio porte usadas pelos portugueses, bem em frente à praia, em 1753. Seguindo determinações da Corte Portuguesa, cerca de 250 colonos açorianos viajavam para o Rio Grande do Sul quando ocorreu o acidente nesse local. Só 77 colonos escaparam, dos quais parte ficou na Ilha e outros seguiram para Laguna e Rio Grande do Sul.

A trilha até Naufragados é bem marcada, sendo bastante utilizada pelo menos desde a inauguração do farol, no costão direito da praia, em 1861. A partir desta época, famílias migraram para a região, um engenho foi construído e abriram-se os primeiros roçados na mata. Empreendimentos coloniais que prosperavam exploraram pessoas africanas por meio de escravidão. Deste período restaram algumas ruínas que ainda podem ser observadas à margem da trilha. Também podem ser percebidas algumas melhorias no traçado do caminho, degraus e valos de drenagem.  

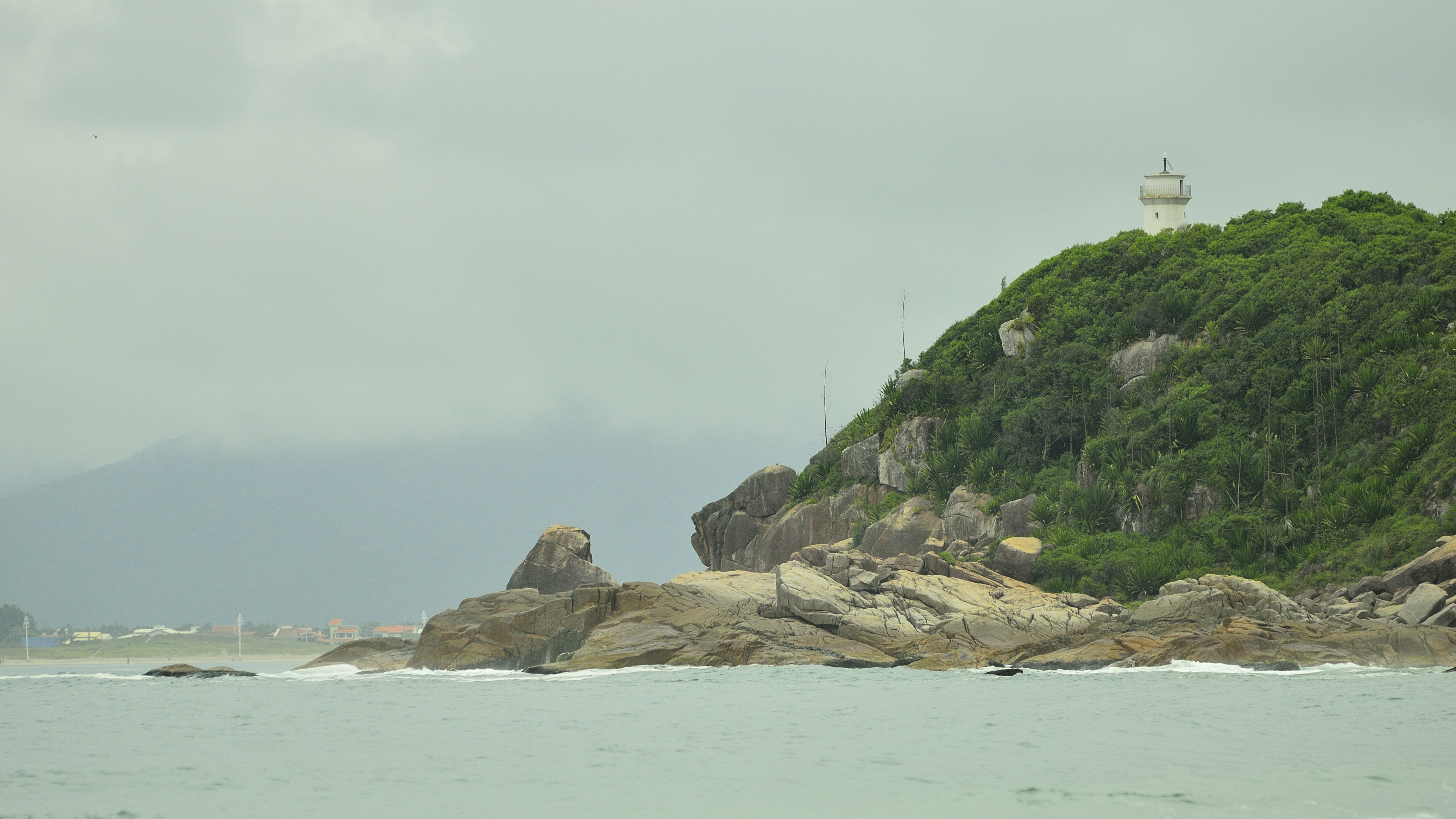
O Farol na Ponta dos Naufragados.

Além do Farol erguido em 1861, há também alguns trechos de muralhas e o armamento original de três canhões Armstrong de 120 mm C/40 fabricados em 1893, e que ainda se encontram em bom estado de conservação, que faziam parte de uma fortificação que integrava o antigo sistema defensivo da ilha de Santa Catarina. 
Uma outra trilha, menos conhecida, tem seu início já próximo à Praia dos Naufragados e segue à esquerda do caminho principal, levando à Ponta do Pasto, na direção da Praia do Saquinho. Na praia, que encontra-se em área de preservação ambiental APA DO ENTORNO COSTEIRO , encontram-se hoje várias casas de madeira, formando uma pequena comunidade, onde funcionam quatro restaurantes. 
Mais ao sul, perto da Ponta dos Naufragados, está a Ilha de Araçatuba, onde foi erguida a Fortaleza de Nossa Senhora da Conceição de Araçatuba, em 1742.